# Бетюн (кантон)
Бетюн (фр. Béthune) — кантон во Франции, находится в регионе О-де-Франс, департамент Па-де-Кале. Входит в состав округа Бетюн.

## История
Кантон образован в результате реформы 2015 года. В его состав вошли отдельные коммуны упраздненных кантонов Бетюн-Нор и Бетюн-Сюд.

## Состав кантона
В состав кантона входят коммуны (население по данным Национального института статистики Архивная копия от 7 ноября 2021 на Wayback Machine за 2018 г.):
- Анзен (5 871 чел.)
- Бетюн (25 193 чел.)
- Ванден-ле-Бетюн (2 452 чел.)
- Лабёвриер (1 645 чел.)
- Лапюнуа (3 467 чел.)
- Обленгем (380 чел.)
- Шок (2 841 чел.)

## Политика
На президентских выборах 2022 г. жители кантона отдали в 1-м туре Марин Ле Пен 37,2 % голосов против 24,6 % у Эмманюэля Макрона и 16,4 % у Жана-Люка Меланшона; во 2-м туре в кантоне победила Ле Пен, получившая 56,1 % голосов. (2017 год. 1 тур: Марин Ле Пен – 33,0 %, Жан-Люк Меланшон – 19,9 %, Эмманюэль Макрон – 18,5 %, Франсуа Фийон – 14,6 %; 2 тур: Макрон – 50,4 %. 2012 год. 1 тур: Франсуа Олланд — 31,2 %, Марин Ле Пен — 23,9 %, Николя Саркози — 22,0 %; 2 тур: Олланд — 57,8 %).
С 2021 года кантон в Совете департамента Па-де-Кале представляют мэр коммуны Ванден-ле-Бетюн Сильфи Мефруад Лефе (Sylvie Meyfroidt Lefait) (Союз демократов и независимых) и вице-мэр города Бетюн Жан-Паскаль Скалон (Jean-Pascal Scalone) (Республиканцы).
|                | Кандидаты                              | Партия                   | Первый тур | Первый тур     | Второй тур | Второй тур |
| Кол-во голосов | Кандидаты                              | Партия                   | % голосов  | Кол-во голосов | % голосов  |            |
| -------------- | -------------------------------------- | ------------------------ | ---------- | -------------- | ---------- | ---------- |
|                | Сильфи Мефруад Лефе Жан-Паскаль Скалон | Правоцентристский блок   | 3 874      | 40,56          | 6 281      | 67,71      |
|                | Александр Мазель Сабина Фурнье         | Национальное объединение | 2 416      | 25,30          | 2 996      | 32,29      |
|                | Ален Деланнуа Натали Дельбар           | Левый блок               | 2 224      | 23,29          |            |            |
|                | Пьер Бланкар Виржини Капель            | Разные левые             | 1 037      | 10,86          |            |            |

|                | Кандидаты                     | Партия                      | Первый тур | Первый тур     | Второй тур | Второй тур |
| Кол-во голосов | Кандидаты                     | Партия                      | % голосов  | Кол-во голосов | % голосов  |            |
| -------------- | ----------------------------- | --------------------------- | ---------- | -------------- | ---------- | ---------- |
|                | Ален Деланнуа Натали Дельбар  | Левый блок                  | 4 845      | 35,01          | 7 488      | 55,66      |
|                | Людовик Пажо Сильви Титран    | Национальный фронт          | 3 672      | 26,54          | 5 964      | 44,34      |
|                | Дороте Калле Франсис Кордонье | Правый блок                 | 2 953      | 21,34          |            |            |
|                | Пьер Бланкар Марилиз Гийо     | Левый фронт                 | 891        | 6,44           |            |            |
|                | Жослин Мартель Эрве Рюбен     | Европа Экология — «Зелёные» | 741        | 5,36           |            |            |
|                | Анн Булан Анри-Клод Оннар     | Разные левые                | 735        | 5,31           |            |            |